# Faustino Vázquez Carril
Faustino Vázquez Carril [apodo: Meana] (Monforte de Lemos, 18 de abril de 1914 - La Coruña, 10 de mayo de 1937) fue un aprendiz de barbero de Galicia, España, soldado artillero, incorporado al ejército en la década de 1930 y destinado en el Parque Divisionario nº 8 de Galicia al tiempo de producirse el golpe de Estado que dio lugar a la Guerra Civil Española. Fue ejecutado por los sublevados por el contenido de su diario de campaña.

## Situación familiar y primeros pasos profesionales
Sexto de nueve hermanos, estudió en el colegio de los escolapios de su localidad hasta la edad de 15 años donde adquirió una sólida formación. Tuvo claro que su vida profesional estaría encaminada hacia el periodismo. Acabada su etapa de estudiante entró a trabajar como ayudante de barbero a la vez que continuaba su afición por la lectura y la redacción de artículos periodísticos. Deportista aficionado al fútbol, vio cumplido uno de sus deseos, al poder trabajar un tiempo como periodista escribiendo en El Eco Deportivo de La Coruña. En otro caso, no consiguió la publicación de sus escritos en otro rotativo de su localidad, como el diario El Combate. En una nota de la dirección, rechazaban de plano su artículo debido a "las frases de desconsideración y conceptos duros" hacia un entrevistado.
No obstante, la situación económica le llevó a ingresar en el ejército como forma más segura de ganarse la vida. No era un hombre con vínculos políticos, si bien tenía simpatías por Manuel Azaña. Cuando se produjo la sublevación militar de julio de 1936, quedó encuadrado dentro de las unidades sublevadas como soldado artillero y participó con ellas en la Guerra Civil por la zona de Galicia y en el camino a Asturias. 
Faustino había iniciado a la muerte de su padre, seis días antes de iniciarse la guerra, un cuaderno de reflexiones y apuntes a modo de diario personal, que terminó por llamar Apuntes de mi blok (Diario bélico-Guerra Civil Española 1936-37). En él reflejó cuanto veía y sentía, casi todo relacionado con el frente de guerra en el que se encontraba. Sus comentarios eran críticos contra algunos de los militares sublevados. 
En el caso del general Franco, no dudaba en tildarlo de "señorito sarasita" y que "un sargento fue ascendido a capitán porque el mariquita de Franco lo esclavizó para sus caprichos sexuales". Queipo de Llano fue también objeto de sus críticas haciendo referencia a su cobardía manifiesta. Por el contrario admiraba el valor de otros militares sublevados, como el teniente coronel Teijeiro (uno de los 3 militares que logró romper el llamado Cerco de Oviedo en octubre de 1936.
El avance de la guerra y las consecuencias de ésta, en especial los fusilamientos, le llevaron razonar contra la misma y sus causantes. Se mostró especialmente duro con los falangistas, a quienes veía como "chulos de Cantones", en referencia al lugar de La Coruña donde solían pasear.

## Comentario literario del cuaderno
El tono del diario es profundamente florido, rozando lo literario y poético, algo que sorprende al lector moderno por el entorno bélico y en muchos momentos atroz en que Vázquez Carril se encontraba. Abundan las descripciones de los paisajes por donde su batería artillera iba pasando en su camino a la liberación de Oviedo o los cantos a la Natura, a Helios o a Morfeo. Sabe alternarlos muy acertadamente con las acciones bélicas a las que tuvo que enfrentarse, sin mucho tiempo para reaccionar, dándole al texto un ritmo trepidante digno de una novela bélica o de suspense.
En su obra aparecen reflejados compañeros de armas, anécdotas graciosas, bailes con las muchachas de los pueblos, baños en el mar o en el río, partidos de fútbol, la alegría inmensa por haber llegado a completar la misión de llegar a Oviedo y romper el cerco que los milicianos republicanos ejercían sobre la capital asturiana o fatalidades trágicas como fusilamientos en retaguardia. Se aprecia no obstante, la terrible contradicción vital de estar combatiendo a favor de un bando que odia profundamente contra otro que es su correligionario y con los que se identifica completamente. Sin embargo, este hecho no impide que les tilde de "rojos", el "enemigo" o desear que en otra ocasión sean ellos los que reciban su fuego artillero ("pero llegará un día en que nosotros seamos los perros y ellos los ciervos")
Los cuadernos, rescatados del expediente militar, fueron publicados en 2011 por Emilio Grandío Seoane, profesor de Historia Contemporánea y de América de la  Universidad de Santiago, con el título: Las columnas gallegas hacia Oviedo. Diario bélico de la Guerra Civil española 1936-1937.

## Juicio sumarísimo y condena a muerte
Después de disfrutar de un permiso en su localidad monfortina, sufre un accidente de tráfico cuando volvía al frente cerca de Villalba. Su vehículo chocó contra el pretil de un puente a causa de una velocidad excesiva. Fue llevado al hospital militar de Lugo y más tarde al de La Coruña, tras detectársele una enfermedad venérea. 
Mientras pasaba a limpio las notas del su diario, otro soldado reparó en su diario y se percató de la gravedad de las afirmaciones y opiniones del texto. Inmediatamente dio parte a sus mandos que requisaron el escrito y detuvieron a su autor dos días más tarde. Fue juzgado en un consejo de guerra sumarísimo y condenado a muerte el 15 de abril de 1937. En la sentencia se destaca que el autor tiene la intención al escribir el diario de "poner al descubierto el día de mañana todas las infamias cometidas por las fuerzas que luchan en pro del capital y de la religión". De nada sirvieron las alegaciones de su abogado defensor Antonio Rodríguez Pardo sobre su estado mental que calificó de "perturbado" o su acto heroico militar de rescatar a un compañero herido en combate.
Finalmente fue ejecutado en la madrugada del 10 de mayo de 1937 en Punta Herminia, entonces los alrededores de un polvorín en La Coruña.